# Lijevanje
Lijevanje je postupak oblikovanja pri kojemu se rastaljeni metal ulijeva u neku šupljinu (kalup), hladi i skrućuje u njoj, te poprima njen oblik (odljevak). Alati za lijevanje mogu biti pješčani kalupi za jednokratnu upotrebu i metalni (kokile) za višekratnu upotrebu. Ulijevanje može biti gravitacijsko pod djelovanjem sile teže ili tlačno pod povišenim pritiskom radi boljeg popunjavanja kalupne šupljine.
Najveća primjena odljevaka je u automobilskoj industriji u obliku lijevanog željeza ili aluminijskog lijeva. U jedan automobil ugrađeno je više od 100 odljevaka. Osim automobilske industrije, odljevci se koriste u strojogradnji, građevinskoj industriji, medicini, brodogradnji, za željeznička vozila, energetici, zračnoj i svemirskoj industriji, kod lijevanja umjetničkih skulptura.
Prednosti lijevanja su što se može dobiti složena geometrija vanjskog i unutarnjeg dijela odljevka, moguće je dobiti dimenzijski točan oblik ili približno točan oblik, moguće proizvesti vrlo velike odljevke, može se lijevati bilo koji metal, moguća masovna proizvodnja, velik raspon dimenzija odljevka: od 1 gram do 250 tona. Nedostaci lijevanja su ograničenja u mehaničkim svojstvima (često se javlja poroznost), često nedovoljna dimenzijska točnost i kvaliteta površine, opasnosti u proizvodnji, te nepovoljan utjecaj na okoliš.

## Vrste lijevanja
Lijevanje se može podijeliti na:
- Lijevanje u jednokratne kalupe:

- Lijevanje u pješčane kalupe ili pješčani lijev
- Školjkasti lijev
- Lijevanje u kalupe s isparljivim modelima
- Precizni ili točni lijev
- Lijevanje u kalupe od gipsa
- Lijevanje u keramičke kalupe
- Vakuumsko kalupljenje pijeska

- Lijevanje u stalne kalupe:

- Kokilni lijev
- Tlačni lijev
- Centrifugalni lijev
- Neprekinuti ili kontinuirani lijev

### Lijevanje u pijesak ili pješčani lijev
Lijevanje u pijesak ili pješčani lijev je najrašireniji postupak lijevanja. Dimenzije odljevaka mogu biti od malih do vrlo velikih. Veličine serija su od jednog komada do milijunskih serija. Koristi se kalup izrađen od pijeska. Modeli mogu biti u komadu, od više dijelova, na jednoj modelnoj ploči za gornjak i donjak, posebna modelna ploča za gornjak, posebna za donjak. Jezgre oblikuju unutrašnju površinu odljevka. U kalupe se dodaje pijesak pomiješan s vodom i vezivom (glina – bentonit). Tipična mješavina je 90% pijeska, 3% vode, 7% gline i dodaci pijesku (služe za povećanje čvrstoće i/ili propusnosti). Pijesak je vatrootporan materijal, podnosi visoke temperature.
Veličina i oblik zrna pijeska mogu biti:
- sitno zrno: bolja kvaliteta površine odljevka;
- krupnije zrno: bolja propusnost za plinove tijekom ulijevanja;
- nepravilan oblik zrna: zbog međusobnog uklještenja zrna kalupi su čvršći, ali je smanjena propusnost.

Kalupi mogu biti:
- kalup od vlažnog pijeska: mješavina pijeska, gline i vode. Naziva se engleski green sand jer sadrži vlagu prilikom ulijevanja;
- kalup od suhog pijeska: umjesto gline sadrži organska veziva. Kalup se prije ulijevanja peče kako bi mu se povećala čvrstoća;
- površinski osušen kalup: površina kalupne šupljine od vlažnog pijeska; suši se pomoću plamenika ili lampi do dubine od 10 – 25 mm.

Kalupna šupljina oblikuje se nabijanjem pijeska oko modela. Kalup se najčešće sastoji od dva dijela. Kalup treba sadržavati ušća i pojila, odnosno uljevni sustav. Ako se želi oblikovati šupljina unutar odljevka koriste se jezgre. Za svaki odljevak potrebno je napraviti novi kalup. Može se dogoditi da u jednom kalupu istovremeno lijevamo više komada.
Proizvodni postupak u ljevaonici je:
1. Rastaljeni metal ulijeva se u pješčani kalup;
2. Metal se skrućuje;
3. Kalup se istresa kako bi se izvadio odljevak;
4. Odljevak se čisti i pregledava;
5. (Po potrebi) primjenjuje se naknadna toplinska obrada kako bi se poboljšala svojstva odljevka.

### Školjkasti lijev
Školjkasti lijev ili lijevanje u školjke omogućuje da debljina stijenki kalupa iznosi samo 3 do 10 mm, dok kod pješčanog lijeva debljina stijenki kalupa iznosi 100 do 200 mm, pa i više, te je potrošak pijeska manji. Zrnca pijeska mogu se već prije izrade kalupa obaviti fenolformaldehidnom smolom. Tako dobivena mješavina sipa se na metalnu modelnu ploču zagrijanu na 250 – 300 ºC. Budući da je talište smole između 60 i 90 ºC, ona se otopi, te veže sloj pijeska oko modelne ploče (maska, školjka). Debljina školjke ovisi o temperaturi i vremenu pečenja. Pijesak koji se nije uhvatio strese se sa školjke. Školjka se stvrdne za 40 do 60 sekundi.

### Lijevanje u kalupe s isparljivim modelima
Prednost ovog postupka je da se kalup ne sastoji od dva dijela, već se lijeva u kalupe ispunjene isparljivim modelima od ekspandiranog polistirena, koji se otopi kod ulijevanja taline metala. Odljevak ima točne mjere i nema rubove koji inače nastaju na spojnim plohama višedjelnih kalupa. Model od ekspandiranog polistirena se premazuje posebnim premazima koji služe kao zaštitni sloj kalupne površine. Ovaj je postupak prikladan za rad s jednostavnijim kalupima bez jezgri, a ako je jezgra potrebna, ona se ulaže u kalup zajedno s modelom.

### Precizni ili točni lijev
Precizni lijev ili točni lijev koristi rastaljive modele kojim se dobivaju jednodijelni kalupi vrlo točnih dimenzija i vrlo glatkih radnih površina kalupa. Prvi je korak ovog postupka izrada voštanog modela. Budući da su ti modeli obično manjih dimenzija, to se više voštanih modela skupi u zbirni model ili tzv. uljevni grozd. Grozd se presvuče zaštitnim vatrostalnim premazom. 
Prednosti ovog postupka su da je moguće odlijati dijelove velike složenoti, dobra dimenzijska točnost i kvaliteta površine, vosak se najčešće može sakupiti za ponovno korištenje i ovo je postupak kojim se dobiva gotov dio i dodatna obrada najčešće nije potrebna. Nedostatak je velik broj koraka prilikom proizvodnje i relativno skup postupak.

### Lijevanje u kalupe od gipsa
Ovaj postupak je jednak lijevanju u pijesak, jedino što se umjesto pijeska koristi gips (CaSO4 • 2H2O). Smjesa gipsa i vode prelijeva se preko plastičnog ili metalnog modela kako bi se dobio kalup. Prednost je dobra dimenzijska točnost i kvaliteta površine, te mogućnost dobivanja tankih poprečnih presjeka na odljevku. Nedostatak je što vlaga iz gipsa uzrokuje problem, pa je kalup potrebno peći, kako bi se uklonila vlaga, jer može prouzročiti greške na odljevcima; kod prevelikog pečenja kalup gubi čvrstoću, a vlaga uzrokuje greške; gipsani modeli ne podnose previsoke temperature.

### Lijevanje u keramičke kalupe
Za taj je postupak mješavina sastavljena od siluminata u prahu. Kao vezivo služi otopina etilsilikata. Termostabilna zrnca i otopina etilsilikata pomiješaju se u gustu tekuću mješavinu kojom se tada zalijeva model. Ubrzivačem se bira vrijeme vezivanja između 30 sekundi i 3 minute, ovisno o veličini kalupa. Po završetku vezivanja kalup postane elastičan i može se bez poteškoća odvojiti od modela. Nakon toga se kalup zagrije, a alkohol se, nastao u toku hidrolize spali. Pri tom kalup gubi elastičnost i stvrdne se. Silicijski gel oslobađa vodu:
Si(OH)4 => SiO2 + H2O,
a zrnca vezuju kostur kremena. Na površini kalupa stvaraju se mikroskopske pukotine koje povećavaju propustljivost kalupa za plinove.

### Vakuumsko kalupljenje pijeska
Koristi se zagrijana folija koja se stavi preko modela donjaka. Kad se folija ohladi napuni se kalupnik pijeskom. Gornja strana pijeska također se prekrije folijom. Sada se vakuumira pijesak, tako da folije i dalje prianjaju na pijesak i tako definiraju oblik kalupne šupljine. Isto se napravi i s gornjakom. Za vrijeme uljevanja i gornjak i donjak su vakuumirani. Nakon skrućivanja vakuum se isključi i odljevak s priljevcima ispadne van.

### Kokilni lijev
Kokile su metalni kalupi za višekratno gravitacijsko ulijevanje neželjeznih metala. U novije vrijeme ulijeva se i pod niskim tlakom do 1 bara, radi boljeg popunjavanja kalupa i dobivanja potrebnog oblika proizvoda. Proizvodi lijevani u kokilama imaju dobru točnost mjera, glatku površinu i finozrnatu mikrostrukturu. Lijevanje je ekonomično za izradu složenih dijelova motora, vozila i alatnih strojeva u velikim količinama (kućište reduktora, tijelo cilindra, blok motora).
Kokile se sastoje od dvije kalupne ploče i jezgri za oblikovanje otvora u odljevku. Jezgre su više izložene toplinskom i mehaničkom opterećenju, pa se rade od legiranog čelika za rad u toplom stanju, a kalupne ploče obično od sivog lijeva. Kokile mogu biti jednostavne s okvirnom stegom, klizne ili zglobne s bravom, te složene s mehanički ili hidraulički pokretanim elementima.

### Tlačni lijev
Tlačno lijevanje je postupak ulijevanja rastaljenog metala pod visokim tlakom i velikom brzinom u metalni kalup, te završnog prešanja tijekom skrućivanja. Proizvodi (otpresci) su visoke točnosti mjera, do ± 0,02 mm, glatke površine ovisno o kvaliteti poliranja kalupa, dobre popunjenosti tankih stijenki i odličnog vanjskog oblika. Visokim tlakom povećava se i čvrstoća proizvoda. Moguće je zalijevanje i stranih tijela u odljevak, kao što su navojni umetak, svornjak i slično. Zbog velikih troškova izrade alata, postupak je ekonomičan za velike količine proizvoda, kao npr: radijatori od aluminijskih legura, kućište statora elektromotora, razni dijelovi automobila, odljevci šivaćeg stroja. Materijali za tlačno lijevanje su pretežno neželjezne legure lakih i teških metala (aluminij, cink, bakar, magnezij, olovo, kositar.
Postupci tlačnog lijevanja i pripadajući strojevi razlikuju se po temperaturi taljenja metala:
- tlačni lijev s toplom komorom za metale s nižim talištem do oko 400 ºC (olovo, kositar, cink), ali i magnezijeve legure s višim talištem oko 650 ºC, zbog njihove kemijske pasivnosti prema željezu. Naprava za ulijevanje je uronjena u kadu s talinom i sastavni je dio stroja. Tlak za ulijevanje taline (30 - 250 bara) postiže se klipom ili stlačenim zrakom. Površine kalupa se predgrijavaju prije lijevanja, da se spriječi hlađenje taline prije potpunog popunjavanja kalupa i da se spriječi toplinsko naprezanje kalupa.
- tlačni lijev s hladnom komorom za metale s višim talištem, kao npr: legure aluminija s oko 700 ºC ili bakra s temperaturom lijevanja iznad 900 ºC. Metal se tali u posebnoj peći i pomoću žlice (ručno ili mehanička ruka) unosi u “ hladnu komoru”, odnosno u uljevni cilindar s tlačnim klipom za ulijevanje.

### Centrifugalni lijev
Centrifugalni lijev je postupak kojim se lijevaju valjkasta rotacijska tijela primjenom centrifugalne sile. Za centrifugalno lijevanje koriste se kokile koje se vrte, ili oko svoje vertikalne, vodoravne ili kose osi. Kalupi koji se vrte oko vertikalne osi služe za manje odljevke, kao na primjer za ležajne prstene kojima je visina manja od promjera. Za odljevke veće visine, a relativno manjeg promjera upotrebljavaju se kokile koje se okreću oko vodoravne osi. Za lijevanje većih i težih cijevi služi stroj za lijevanje s osi nagnutom za oko 5º. 
Pri centrifugalnom lijevanju mora djelovanje centrifugalne sile biti veće od sile težine, da bi se talina ravnomjerno raspodijelila po obodu kalupa. Zato uspješnost lijevanja ovisi o brzini vrtnje, koja mora biti dovoljno velika da se spriječi kapanje taline na stijenki kokile (metalni kalup). Kokile za centrifugalno lijevanje izrađuju se od sivog ili čeličnog lijeva. Primjenom kokila postiže se brzo hlađenje i sitnozrnata mikrostruktura odljevaka, a odljevci su vrlo visokih mehaničkih svojstava.

### Neprekinuti ili kontinuirani lijev
Neprekinuto lijevanje metala ili lijevanje u neograničenoj duljini je razvijeno zbog složene pripreme kokila za ingote, njihovih ograničenja u mjerama, visokog udjela materijala za kompenzaciju usahlina u pojilima. Rastaljeni metal ulijeva se u otvorenu bakrenu kokilu hlađenu vodom. Odvođenjem topline, talina skrućuje od rubova prema sredini i pomicanjem prema dolje nastaje beskonačna gredica ili traka. Za ubrzanje hlađenja koristi se sekundarno hlađenje vodenim sprejom. Gredice se režu na određenu mjeru i nakon toga, ako je površina dobre kvalitete, prolaze kroz peć i odlaze na vruće valjanje i tako nastaje potpuno kontinuirani process proizvodnje proizvoda od čelika. Mogu se lijevati i aluminijske i bakrene legure. Na ovaj način proizvodi se 80 - 90% čelika u Zapadnom svijetu. Prednosti u odnosu na ingote: smanjenje gubitaka metala na pojila, veća produktivnost, bolja prilagodba oblika za daljnje preoblikovanje (valjanje).

## Uljevni sustav
Uljevni sustav je mreža kanala preko kojih taljevina ulazi u kalup i ispunjava kalupnu šupljinu. Pravilno konstruiran uljevni sustav mora zadovoljiti niz uvjeta: brzo popunjavanje kalupne šupljine; smanjenje turbulencije taljevine; izbjegavanje erozije kalupa i jezgara; uklanjanje troske, metalnih oksida i uključaka prije ulaza u kalupnu šupljinu; spriječiti zahvaćanje zraka i ukloniti plinove iz kalupne šupljine; izbjegavanje iskrivljavanja (distorzije) odljevka; stvaranje povoljnih toplinskih uvjeta; omogućiti proizvodnju odljevka uz najmanju potrebnu količinu metala (maksimalni izvadak); ekonomičnost uklanjanja uljevnog sustava; kompatibilnost s postojećim načinom kalupovanja i lijevanja.
Osnovni dijelovi uljevnog sustava:
- uljevna čaša
- spust
- podnožje spusta
- razvodnik
- ušće
- odzračnik
- pojilo.

### Stezanje tokom skrućivanja
Pri punjenju kalupne šupljine, rastaljeni metal (taljevina) dolazi u dodir s kalupnim materijalom. Temperatura taljevine u kalupu postepeno opada zbog odvođenja topline kroz stijenke kalupa prema okolini. Kad se dostigne likvidus [pojasniti pojam] temperatura, započinje skrućivanje, odnosno fazna pretvorba iz tekućeg u kruto stanje. Tijekom skrućivanja, zbog povećanja gustoće pakiranja zbog ugradnje atoma u kristalnu rešetku, dolazi do diskontinuirane promjene obujma, odnosno smanjenja obujma (stezanje). Zbog smanjenja obujma, na mjestu koje se zadnje skrućuje u odljevku, nastaje usahlina ili šupljina (lunker). Da bi se izbjegla prisutnost ove greške u odljevku, očito je da se tijekom skrućivanja odljevka mora kompenzirati manjak taljevine dotokom taljevine iz vanjskog priljevnog dijela koje se naziva pojilo ili hranitelj. Kod sivog lijeva i žilavog lijeva može doći i do porasta obujma.
| Metal                | Postotak (%)    |
| -------------------- | --------------- |
| Aluminij             | 6,6             |
| Bakar                | 4,9             |
| Magnezij             | od 4,0 do 4,2   |
| Cink                 | od 3,7 do 6,5   |
| Niskougljični čelik  | od 2,5 do 3,0   |
| Visokougljični čelik | 4,0             |
| Bijeli lijev         | od 4,0 do 5,5   |
| Sivi lijev           | od −2,5 do +1.6 |
| Žilavi lijev         | od −4,5 do +2,7 |

## Greške na odljevcima
U tehnološkom procesu proizvodnje odljevaka, postupcima koji se provode i materijalima koji se koriste, nalazi se mnogo mogućih mjesta nastanka greške. Veze između uzroka i posljedica, te mogućnost međudjelovanja različitih uzroka nastanka grešaka vrlo su složene. Jedan uzrok može izazvati više različitih pogrešaka, a ista greška može biti prouzrokovana djelovanjem različitih uzroka ili njihovom kombinacijom.
Postoji više podjela vrsta pogrešaka. Tako greške možemo podijeliti prema postupku lijevanja ili izgledu pogreške. Greške na odljevcima prema postupcima lijevanja dijele se na:
- greške do kojih može doći kod bilo kojeg postupka lijevanja,
- greške karakteristične za lijevanje u pijesak.

Prema izgledu, pogreške se mogu podijeliti na:
- u 7 osnovnih razreda (oznaka velika slova od A - G);
- svaki razred je podijeljen u skupine;
- skupine pogrešaka u podijeljene su u podskupine
- a unutar podskupina navedene su pojedinačne greške

Oznaka pojedinačne pogreške sadrži slovo razreda, broj skupine, broj podskupine i broj pogreške (npr. A112 – oznaka za žilice). Razredi grešaka:
- A – Metalne izrasline
- B – Šupljine
- C – Prekinuti odljevak
- D – Površinski nedostaci
- E – Nepotpuni odljevak
- F – Netočnost mjera i oblika
- G – Uključci i heterogenosti.

## Metali za lijevanje
Metali za lijevanje se mogu podijeliti na:
- Željezne ljevačke legure:

- Lijevano željezo ili željezni lijev (sivi lijev, žilavi lijev, bijeli lijev, kovkasti lijev, crvićasti lijev);
- Čelični lijev (viša temperatura ulijevanja, manja livljivost, veća čvrstoća i žilavost, zavarljivost);

- Neželjezne ljevačke legure:

- Lagani metali (aluminijske legure, magnezijske legure, titanijeve legure);
- Teški metali (kositrene legure, bakrene legure, legure nikla, legure cinka).

## Vanjske poveznice
- Ljevarstvo Hrvatska tehnička enciklopedija, portal hrvatske tehničke baštine. LZMK

- Lijevanje umjetnina Hrvatska tehnička enciklopedija, portal hrvatske tehničke baštine. LZMK

- Ljevarstvo (časopis) Hrvatska tehnička enciklopedija, portal hrvatske tehničke baštine. LZMK

- Zvonoljevarstvo Hrvatska tehnička enciklopedija, portal hrvatske tehničke baštine. LZMK